# Гомес Мустельер, Хосе
Хосе́ Го́мес Мустелье́р (исп. José Gómez Mustelier; 28 января 1959, Коломбия) — кубинский боксёр второй средней весовой категории, выступал за сборную Кубы в конце 1970-х — начале 1980-х годов. Чемпион летних Олимпийских игр в Москве, чемпион мира, чемпион Панамериканских игр, победитель многих международных турниров и национальных первенств.

## Биография
Хосе Гомес Мустельер родился 28 января 1959 года в городе Коломбия, провинция Лас-Тунас. Активно заниматься боксом начал под впечатлением от выступлений Теофило Стивенсона в возрасте пятнадцати лет. После окончания школы выбрал для себя карьеру военного, однако во время службы не прекращал тренировки, готовился к соревнованиям. Первого серьёзного успеха на ринге добился в 1977 году, когда во втором среднем весе выиграл чемпионат Центральной Америки и Карибского бассейна в Панама-Сити — с этого момента закрепился в основном составе национальной сборной. Год спустя стал чемпионом Кубы, впоследствии повторив это достижение ещё четыре раза. Позже в 1978 году съездил на чемпионат мира в Белград, где победил всех своих соперников и завоевал золотую медаль.
В 1979 году Гомес выиграл Панамериканские игры в Сан-Хуане, кроме того, был первым практически на всех турнирах, где боксировал, в частности, на международном турнире «Золотой пояс» в Бухаресте. В следующем сезоне взял золото на кубинском национальном турнире «Хиральдо Кордоба Кардин» и благодаря череде удачных выступлений удостоился права защищать честь страны на летних Олимпийских играх 1980 года в Москве. На Олимпиаде вновь проявил себя с лучшей стороны, победил всех оппонентов, в том числе румына Валентина Силаги и советского боксёра Виктора Савченко в полуфинале и финале соответственно.
Получив золотую олимпийскую медаль, Хосе Гомес Мустельер продолжал выходить на ринг ещё в течение трёх лет, выигрывал национальные первенства, побеждал на второстепенных международных турнирах. Завершил карьеру спортсмена в 1983 году.